# Riddarehagen-Simontorp
Riddarehagen-Simontorp är ett naturreservat i Sjöbo kommun i Skåne län.
Området är naturskyddat sedan 1991 och är 13 hektar stort. Reservat beläget på Romeleåsens nordsluttning består av ogödslad, betad hagmark med inslag av dungar av björk och buskar.